# Töysä
Töysä est une ancienne municipalité de l'ouest de la Finlande, dans la région d'Ostrobotnie du Sud.
La commune a fusionné avec la ville d'Alavus le 1er janvier 2013.

## Géographie
La municipalité a 3 122 habitants (31 août 2012) pour une superficie de 309,66 km2 dont 11,91 km2 d'eau douce.

## Économie
Si au premier abord, la commune ne se différencie guère de ses voisines plutôt pauvres du Suomenselkä, Töysä est en fait une des communes les plus prospères et les plus célèbres du pays. Elle le doit uniquement à sa quasi mono-économie, le village commercial de Tuuri, l'entreprise florissante des frères Keskinen (fi), devenue aujourd'hui le deuxième plus important grand magasin de Finlande juste après le grand magasin Stockmann d'Helsinki.
C'est à l'origine, une petite entreprise familiale qui a construit sa réputation sur des prix bas, un argument porteur dans une région où les habitants sont renommés (et raillés) pour leur sens de l'économie, Tuuri s'est mué en un gigantesque complexe accueillant chaque année près de 6 millions de visiteurs venus de toute la Finlande et même de Russie pour un chiffre d'affaires qui a atteint 115,8 M€ en 2010(10 M€ en 1984). Il est devenu autant une attraction touristique qu'un centre commercial, avec l'ouverture d'un hôtel en 2005. Après des travaux d'agrandissement terminés en 2007, la façade du bâtiment principal mesure pas moins de 260 mètres de long.
Ce centre commercial crée des centaines d'emplois, bien plus que Töysä ne peut fournir d'employés, et son succès rejaillit donc sur les communes voisines, en particulier Alavus.
Töysä est traversée par la nationale 18.

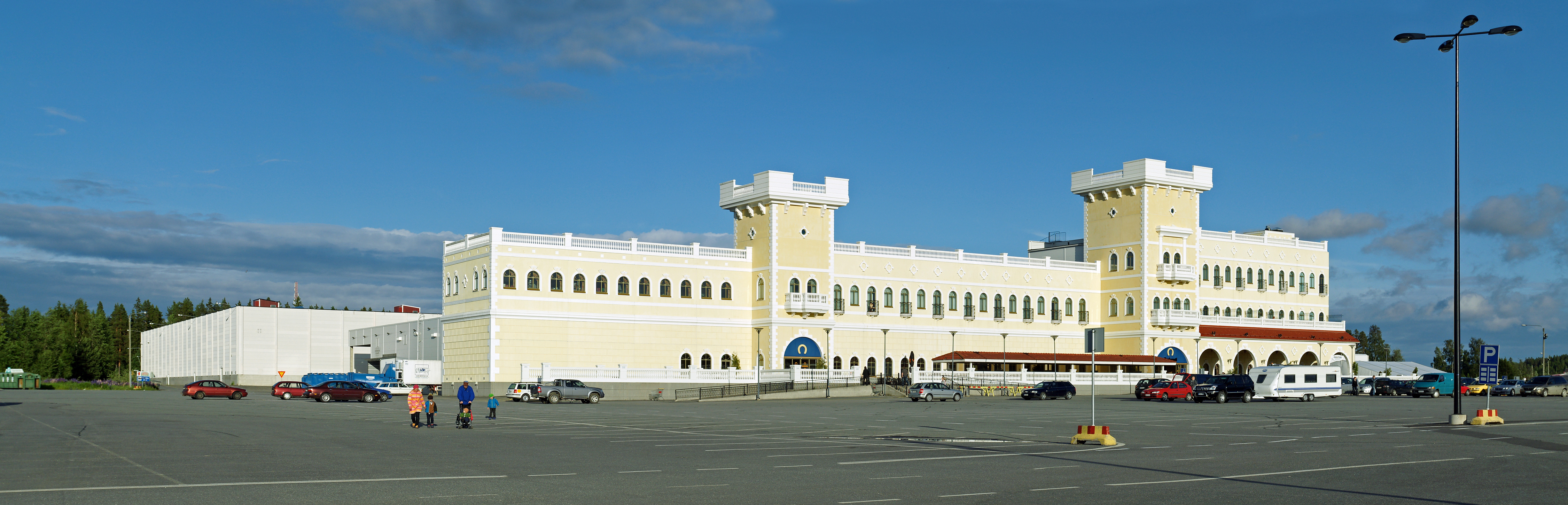
Le bâtiment principal du village commercial Veljekset Keskinen à Tuuri